# Welcome to the Rileys
Pour plus de détails, voir Fiche technique et Distribution.
Welcome to the Rileys ou Bienvenue chez les Riley au Québec est un film américain réalisé et écrit par Jake Scott, qui est sorti en 2010.

## Synopsis
Doug Riley (James Gandolfini) et son épouse Loïs (Melissa Leo) se sont éloignés l'un de l'autre depuis la mort de leur fille et Loïs demeure incapable de sortir de chez elle.
Lors d'un déplacement professionnel, Doug se rend dans un club de strip-tease où il fait la connaissance de Mallory (Kristen Stewart), une jeune fille prostituée qui lui rappelle sa propre fille. Il lui propose alors de l'argent pour s'installer chez elle en lui expliquant qu'il ne veut pas coucher avec elle. Mallory est méfiante, mais accepte. Doug tente bientôt de mettre de l'ordre dans la vie de la jeune fille.
Quand sa femme Loïs le rejoint après avoir surmonté ses craintes de quitter sa maison, elle comprend ce qu'il essaye de faire.
Le couple décide de prendre soin de Mallory et de former une famille. Mais la jeune fille ne va pas faciliter la tâche des Riley.

## Fiche technique
- Titre original : Welcome to the Rileys
- Titre québécois : Bienvenue chez les Riley
- Réalisation : Jake Scott
- Scénario :  Ken Hixon
- Photographie : Christopher Soos
- Production : Ridley Scott, Tony Scott, Scott Bloom, Giovanni Agnelli, Michael Costigan
- Pays :  États-Unis
- Genre : Drame
- Langue : anglais
- Société de distribution :  Bac Films
- Dates de sortie en salles : 
  -  États-Unis : 29 octobre 2010
  -  France : 10 novembre 2010

## Distribution

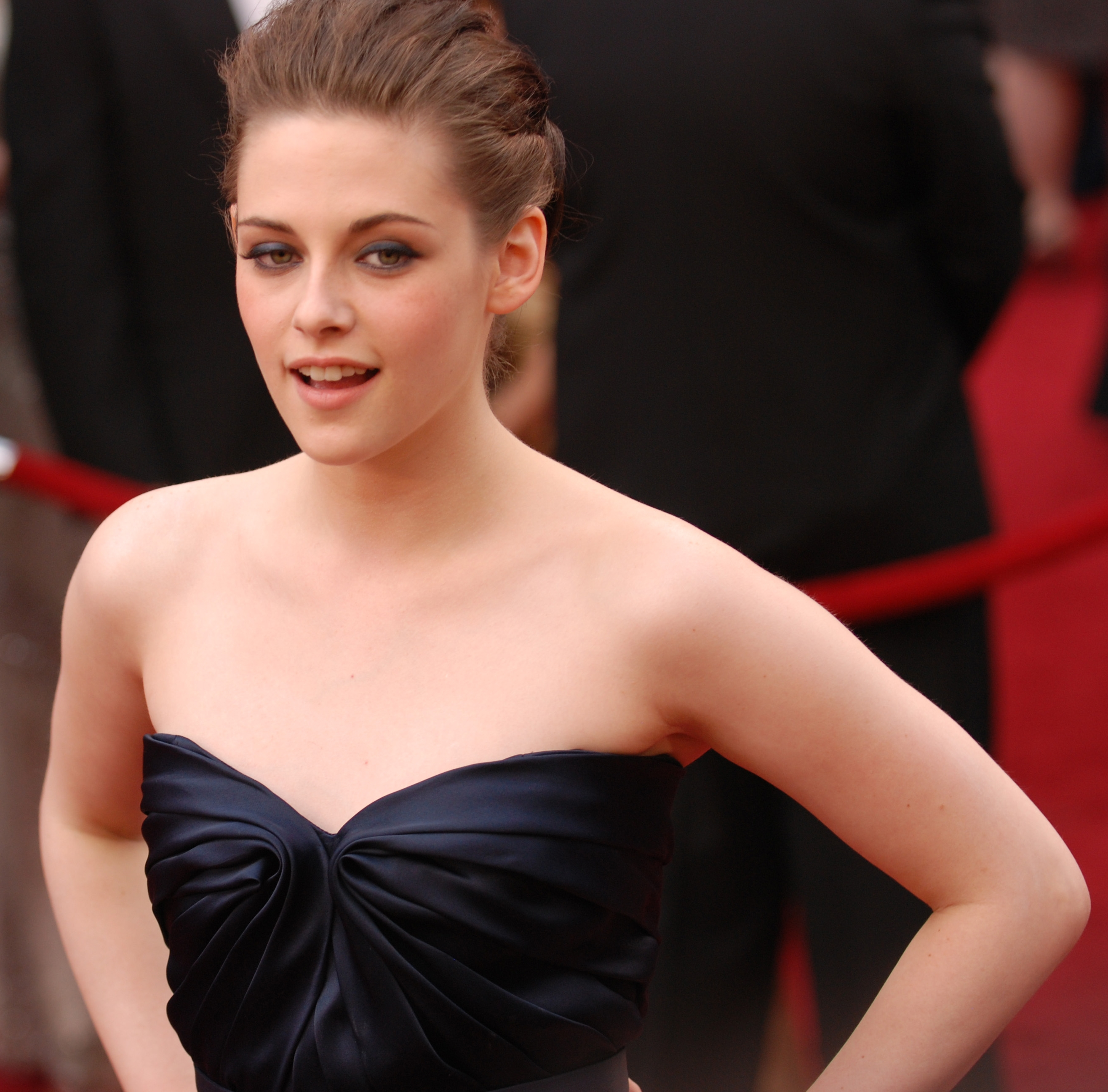
L'actrice principale Kristen Stewart lors de la des Oscars, en 2010.

- James Gandolfini (VF : Gabriel Le Doze) : Doug Riley
- Kristen Stewart (VF : Olivia Luccioni) : Mallory / Alison
- Melissa Leo (VF : Anne Le Youdec) : Loïs Riley, épouse de Doug
- Joe Chrest (VF : Renaud Marx) : Jerry
- Ally Sheedy (VF : Brigitte Aubry) : Harriet
- Kathy Lamkin (VF : Marie-Martine) : Charlene
- Elsa Davis (VF : Marjorie Frantz) : Vivian
- Lance E. Nichols (VF : Thierry Desroses) : Hamilton « Ham » Watkins
- Tiffany Coty (VF : Ingrid Donnadieu) : Tara, voisine et collègue de Mallory
- Mark Adams (VF : Philippe Valmont) : Manager du Jour
- Peggy Walton-Walker (VF : Jocelyne Darche) : Brenda

Source et légende : Version française (VF) sur AlloDoublage et selon le carton de doublage

## Box-office
- États-Unis : 158 898 $[2]
- France : 37 306 entrées[3]
- Mondial : 358 014 $[2]

## Autour du film
Kristen Stewart a passé beaucoup de temps dans un club de  strip-tease de La Nouvelle-Orléans nommé Dixie Divas pour se préparer à son rôle. Elle a ainsi appris le pole dancing, une forme de danse à moitié nu(e) où l'on prend appui sur une barre verticale.